# Matthias Kessler
Matthias Kessler (født 16. maj 1979 i Nürnberg) er en tysk tidligere cykelrytter.
Kessler cyklede professionelt fra 2000 til 2006 for T-Mobile Team, hvorefter han skiftede til Team Astana. Senere blev han suspenderet fra holdet den 27. juni 2007 efter at være blevet testet positiv for testosteron 24. april 2007. 12. juli samme år blev resultatet af B-prøven lagt frem, også det var positivt, og han blev smidt af holdet.
Karrierens højdepunkt kom 4. juli 2006, da han vandt 3. etape i Tour de France 2006.